# Liste der Kulturdenkmale im Concelho Moita
In der Liste der Kulturdenkmale im Concelho Moita sind alle Kulturdenkmale des portugiesischen Kreises Moita aufgeführt.

## Kulturdenkmale nach Freguesia

### Alhos Vedros
|   | Offizielle Bezeichnung               | Beschreibung | Kategorie         | Stufe | Jahr | Bild |
| - | ------------------------------------ | ------------ | ----------------- | ----- | ---- | ---- |
| 1 | Capela da Santa Casa da Misericórdia |              | Sakralarchitektur | IIM   | 1996 |      |
| 2 | Kapelle der Igreja de São Lourenço   |              | Sakralarchitektur | IIP   | 1933 |      |
| 3 | Pelourinho de Alhos Vedros           |              | Zivilarchitektur  | IIP   | 1933 |      |

### Gaio-Rosário
|   | Offizielle Bezeichnung             | Beschreibung | Kategorie         | Stufe | Jahr | Bild |
| - | ---------------------------------- | ------------ | ----------------- | ----- | ---- | ---- |
| 4 | Ermida de Nossa Senhora do Rosário |              | Sakralarchitektur | IIP   | 2001 |      |

### Moita
|   | Offizielle Bezeichnung                          | Beschreibung | Kategorie         | Stufe | Jahr | Bild |
| - | ----------------------------------------------- | ------------ | ----------------- | ----- | ---- | ---- |
| 5 | Igreja Paroquial de Nossa Senhora da Boa Viagem |              | Sakralarchitektur | VC    | 2002 |      |

Legende: PM – Welterbe; MN – Monumento Nacional; IIP – Imóvel de Interesse Público; IIM – Imóvel de Interesse Municipal; VC – Klassifizierung läuft